# بيتر غان
بيتر غان (بالإنجليزية: Peter Gunn)‏ هو ممثل بريطاني، ولد في 13 فبراير 1963 في المملكة المتحدة.

## أعمال

### أفلام
- (2009) هانا مونتانا

## وصلات خارجية
- بيتر غان على موقع IMDb (الإنجليزية)
- بيتر غان على موقع ألو سيني (الفرنسية)
- بيتر غان على موقع ميوزك برينز (الإنجليزية)
- بيتر غان على موقع أول موفي (الإنجليزية)
- بيتر غان على موقع قاعدة بيانات الأفلام السويدية (السويدية)
- بيتر غان على موقع قاعدة بيانات الفيلم (الإنجليزية)
- بيتر غان على موقع كينوبويسك (الروسية)